# Mỹ thuật nguyên thủy và cổ đại
Mỹ thuật thời kỳ nguyên thủy và cổ đại có thể được chia thành hai thời kỳ là Mỹ thuật thời nguyên thủy kéo dài từ khoảng 40.000 đến 10.000 năm trước công nguyên (TCN) và thời kỳ tiếp theo là Mỹ thuật thời cổ đại với đặc trưng nổi bật thuộc về nền văn minh Ai Cập. Bài này chỉ trình bày những nhận định tổng quát chung về mỹ thuật của các thời kỳ đó.

## Mỹ thuật thời nguyên thủy
- Thời kỳ: Mỹ thuật nguyên thủy.
- Thời gian: từ 40.000 đến 10.000 năm TCN.

### Đặc điểm địa lý, văn hóa, xã hội
1. Công cụ sản xuất thô sơ, đời sống săn bắt hái lượm.
2. Xã hội chưa phân chia giai cấp, cuộc sống bầy đàn chế độ mẫu hệ.
3. Các vết tích Mỹ thuật nguyên thủy tìm thấy ở Nam Âu, châu Á và châu Phi.

### Đặc điểm nghệ thuật
Mỹ thuật ở thời kỳ này tồn tại dưới ba hình thức: hội họa, điêu khắc và kiến trúc và mang các tính chất sau:
1. Nghệ thuật hang động
2. Chủ yếu là tả thực, phản ánh chân thực và sinh động cuộc sống xung quanh.
3. Giả thiết có nguồn gốc xuất hiện từ nhu cầu cuộc sống: do lao động, phục vụ nhu cầu tín ngưỡng ma thuật hay để giải trí.

#### Hội họa
- Nội dung: Các hình vẽ thú vật (bò, ngựa, hươu...) trên thành và trần hang động và chân thực, hình khắc trên đất sét rồi đắp lên thành hang. Hình người sinh hoạt nhưng sơ lược, khái quát.
- Màu sắc: Dùng màu sắc tự nhiên. Ví dụ: hình đàn bò rừng trong hang Altarmira, hình đàn ngựa rừng trong hang Latxcô.v.v.

#### Điêu khắc
- Nội dung: chủ yếu là hình người, đặc biệt miêu tả người phụ nữ, mang ý nghĩa phồn thực, nhấn mạnh những đặc điểm giới tính.
- Chất liệu: các tượng tròn, phù điêu trên đá. Ví dụ: tượng Vệ Nữ Wilendoff.

#### Kiến trúc
- Nội dung: Các hình thức sắp xếp đá tảng thành những công trình phục vụ nhu cầu tín ngưỡng, thờ cúng.
- Chất liệu: đá tảng to. Ví dụ: ba hình thức như Đônmen: để chôn người chết, Menhia: dùng để thờ cúng hay Crômlếch: dùng làm nơi tế lễ.

## Mỹ thuật cổ đại
- Thời kỳ: Mỹ thuật Ai Cập
- Thời gian: Từ 4.000 năm đến thế kỷ 4 TCN

### Đặc điểm địa lý, văn hóa, xã hội
- Vị trí địa lý: Nằm bên bờ sông Nin, vùng đông bắc Châu Phi, phía tây là sa mạc Libya, phía đông là Hồng Hải, phía bắc là Địa Trung Hải, phía nam là Ethiopia. Nên đất nước ít giao lưu với bên ngoài, văn hóa mang đậm tính chất dân tộc. Đất nước chia thành hai vùng rõ rệt: thượng Ai Cập và hạ Ai Cập.
- Văn hóa, tôn giáo: tín ngưỡng đa thần đóng vai trò quan trọng trong đời sống nhân dân. Tin tưởng và coi trọng thế giới sau cái chết, coi đó mới là cuộc sống vĩnh hằng nên văn hóa nghệ thuật cũng gắn liền với ý nghĩa này.
- Xã hội: đất nước đầu tiên có giai cấp.

### Đặc điểm nghệ thuật
Tồn tại đủ ba hình thức: hội họa, kiến trúc và điêu khắc.

#### Kiến trúc

##### Thời kỳ đầu
- Nội dung: Nổi bật nhất là kiến trúc Kim Tự Tháp. Đó là nơi đặt xác nhà vua sau khi qua đời. Do tín ngưỡng của Ai Cập tin về một cuộc sống vĩnh cửu ở thế giới bên kia nên sau khi nhà vua qua đời, người ta tiến hành ướp xác và đặt nó trong một khu lăng mộ kỳ vĩ để mong linh hồn con người được tồn tại vĩnh viễn. Thời cổ vương quốc là thời đại ưu thế của Kim Tự Tháp.
- Chất liệu: Kim Tự Tháp được xây bằng gạch có bậc thang, hình đơn giản. Sau đó là những khối đá tảng to xếp chồng lên nhau, càng lên cao càng thu nhỏ dần. Ví dụ như ở Gizeh (hay Giza) còn một quần thể kim tự tháp vĩ đại bao gồm ba kim tự tháp: Cheops, Kephren và Mykerinus, trong đó Cheops nổi tiếng nhất (xây dựng khoảng 2.900 năm TCN): cao 138 m, đáy hình vuông cạnh dài 225m.

##### Thời kỳ sau
- Nội dung: Người Ai Cập không xây dựng các lăng mộ đồ sộ dựa lưng vào vách núi nữa. Đồ án kiến trúc đơn giản, với bộ phận kiến trúc cột rất quan trọng, có một số cột chính: cột hình cây thốt nốt, cột hình hoa súng và cột hình cây sậy, ngoài ra còn có cột hình người, khắc họa các sự tích.
- Chất liệu: Lăng tẩm bằng đá dựa lưng vào vách đá. Ví dụ như lăng vua Tuttankhamun, đền thờ Karnak, Et phu v.v..

#### Điêu khắc
- Tác phẩm: Các pho tượng